# Diecezja Gozo
Diecezja Gozo (łac.: Dioecesis Gaudisiensis) – katolicka diecezja maltańska położona w zachodniej części kraju, obejmująca swoim zasięgiem terytorium wyspy Gozo. Siedziba arcybiskupa znajduje się w katedrze Wniebowzięcia NMP w Victorii.

## Historia
22 września 1864 r.  utworzono nową diecezję Gozo z wydzielenia części ziem z diecezji maltańskiej. Początkowo podlegała bezpośrednio Stolicy Apostolskiej. Po utworzeniu metropolii na Malcie przydzielono jej diecezję Gozo jako sufraganię.

## Biskupi
- ordynariusz – Anthony Teuma